# Artur Marya Swinarski
Artur Marya Swinarski (* 28. Juli 1900 in Brodnica; † 21. April 1965 in der Schweiz) war ein polnisch-österreichischer Dramatiker und Lyriker.
Swinarski studierte Germanistik und Kunstgeschichte in Posen. Sein „barbarisches“ Lustspiel Die Hochzeit des Achilles (1963) liegt auch in deutscher Sprache vor. Bekannt ist sein von Janusz Maria Brzeski (1907–1957) illustrierte Gedichtband „Eja! Eja! Alala“, mit dem er den Italienischen Faschismus verherrlicht und eine Ästhetik faschistischer Männerbünde schafft, in der der Einzelne in der männlichen Gemeinschaft aufgeht.
In Polen veröffentlichte der Autor neben seinen dramatischen Werken auch eine Reihe von Büchern mit Lyrikübertragungen klassischer deutscher Dichter ins Polnische, so Heinrich Heine, Johann Wolfgang von Goethe und Friedrich Schiller, mit Johannes R. Becher oder Willi Bredel aber auch zeitgenössische DDR-Autoren. 
Swinarski lebte überwiegend in Poznań und Kraków. 1959 emigrierte er nach Wien und nahm die österreichische Staatsbürgerschaft an.